# Peinture byzantine
La peinture byzantine est le renouveau pictural qui s'instaure à la fin du IXe siècle dans l'empire romain d'Orient dans l'art byzantin, avec le deuxième concile de Nicée (787), qui rétablit le culte des images (iconodulie, à la suite de la controverse lancée par l'empereur byzantin Léon III l'Isaurien en 726 qui avait conduit à la pratique de l'iconoclasme).
Le terme désigne aussi, au cours de la lente décadence de Byzance, le transfert en Occident de l'influence de leur style pictural (Maniera greca) pendant le Moyen Âge en Europe et plus particulièrement en Italie du centre, comme les peintres rassemblés sous l'appellation d'école siennoise (du XIIIe au XVIe siècle) et le vocable de peinture italo-byzantine (au Moyen-Âge, jusqu'à la fin du XIIIe siècle ; fin marquée par les innovations de Cimabue (1240-1302) et Giotto (vers 1266-1337)).
Il faut attendre, en effet, Cimabue, Giotto et Duccio (1260-1319) pour  assurer, en Occident, le renouvellement de la peinture byzantine en rompant avec son formalisme et en introduisant des éléments de l'art gothique, puis Giotto qui y ajoute les effets perspectifs et supprime les fonds dorés, et tous les autres primitifs italiens. Mais en Orient cette tradition a su se renouveler d'elle même, peu à peu, au cours des siècles qui ont suivi. L'école crétoise, du XVe au  XVIIe siècle, en Crète est un exemple parmi d'autres.

## Paramètres stylistiques
L'icône orthodoxe est typique de la peinture byzantine d'Orient et elle contient les schémas rigides suivants :
- fond doré, sans profondeur ni inscription dans une réalité spatiale sans effet perspectif.(Notre Dame de Vladimir)
- graphie des figures sacrées et stylisation des visages, sans émotions
- couleurs empreintes de symbolisme :
  - or : transcendance
  - blanc :  souvent associé à l'or (vêtements du Christ)
  - bleu (de cobalt) pourpre foncé : la royauté (pour le marphorion[3] de la Vierge).
  - L'ocre, le violet, le vert foncé, le rose, ...
- ambiance lumineuse venant de la présence des saints
- Support souvent à fresque puis sur bois.

## Renouveau du style en Europe
La peinture siennoise introduit sur cette base stricte une esthétique particulière comme la représentation de faits réels et quotidiens du gothique italien et l'expressivité faciale qui était inédite dans l'art médiéval.
Elle annonce la Renaissance et ses changements stylistiques notables dans la peinture, et la perspective qui donnera à penser l'espace plus que l'histoire (Historia), comme le font les frères  Ambrogio et Pietro Lorenzetti à Sienne, bien avant Florence,.
Le dessin même des auréoles des personnages saints le montrera en dessinant non plus un cercle parfait irréel, mais une ellipse (un cercle en perspective), en fonction de la position de la tête, soit dans un vrai espace.

## Sources